# Point fixe
Pour l’article homonyme, voir Point fixe (aéronautique).
En mathématiques, pour une application {\displaystyle f} d'un ensemble E dans lui-même, un élément {\displaystyle x} de E est un point fixe de {\displaystyle f} si {\displaystyle f(x)=x}.
Exemples :
- dans le plan, la symétrie par rapport à un point A admet un unique point fixe : A ;
- l'application inverse (définie sur l'ensemble des réels non nuls) admet deux points fixes : –1 et 1,  solutions  de l'équation {\displaystyle {\frac {1}{x}}=x} équivalente à l'équation {\displaystyle x^{2}=1}.

Courbe d'une fonction avec 3 points fixes.

Graphiquement, les points fixes d'une fonction {\displaystyle f} (d'une variable réelle, à valeurs réelles) sont les points d'intersection de la droite d'équation {\displaystyle y=x} avec la courbe d'équation {\displaystyle y=f(x)}.
Toutes les fonctions n'ont pas nécessairement de point fixe ; par exemple, la fonction x ↦ x + 1 n'en possède pas, car il n'existe aucun nombre réel x égal à x + 1.
Pour une fonction f définie sur E et à valeurs dans {\displaystyle {\mathcal {P}}(E)}, un point fixe est un élément x de E tel que {\displaystyle x\in f(x)}, comme dans le théorème du point fixe de Kakutani.

## Point fixe et suites récurrentes
On considère une fonction continue {\displaystyle f:E\to E} et {\displaystyle (u_{n})} une suite récurrente définie par sa valeur initiale {\displaystyle u_{0}} et par la relation de récurrence {\displaystyle u_{n+1}=f(u_{n})}. Si {\displaystyle (u_{n})} converge vers un élément {\displaystyle {\mathcal {l}}} de E, la limite {\displaystyle {\mathcal {l}}} est nécessairement un point fixe de f.
Une telle suite ne converge pas forcément, même si f possède un point fixe.

## Point fixe attractif
Un point fixe attractif d'une application f est un point fixe x0 de f tel qu'il existe un voisinage V de x0 sur lequel la suite de nombres réels 
 (pour tout x dans le voisinage V) converge vers x0.
Si la fonction f possède une dérivée f' continue et |f '(x0)| < 1 alors le point fixe x0 est attractif. La démonstration est basée sur le théorème du point fixe de Banach.
Par exemple, la fonction cosinus admet un unique point fixe x0 ≈ 0,7390851332, qui est attractif car sin(x0) < 1 (voir le nombre de Dottie). 
Cependant, tous les points fixes d'une fonction ne sont pas nécessairement attractifs. Ainsi, la fonction réelle x ↦ x2 + x possède un unique point fixe en 0, qui n'est pas attractif.
Les points fixes attractifs sont un cas particulier du concept mathématique d'attracteur.

## Théorèmes du point fixe
Il existe plusieurs théorèmes permettant de déterminer qu'une application satisfaisant à certains critères possède un point fixe. Le plus connu est le suivant :
Théorème du point fixe de Banach — Soient E un espace métrique complet et f : E → E une application contractante (c'est-à-dire k-lipschitzienne pour un certain k < 1). Alors f possède un unique point fixe. De plus, ce point fixe est attractif.
Plus précisément, ce théorème assure que toute suite de la forme {\displaystyle u_{n+1}=f(u_{n})} converge vers ce point fixe {\displaystyle l} et que 
{\displaystyle d(u_{n},l)\leqslant k^{n}d(u_{0},l)} ce qui majore la vitesse de convergence de la suite.

## Utilisation en automatique
En automatique, un système de régulation contrôle une valeur ou propriété de telle façon qu'elle tende à converger vers un point fixe nommé consigne, défini par l'opérateur ou une autre partie du système. On parle par exemple de régulation de position, régulation de température, régulation de vitesse…

## Note
1. ↑  Cette hypothèse que la limite de la suite appartient au domaine de définition de la fonction est indispensable : Daniel Perrin, « Un contre-exemple », sur Laboratoire de mathématiques d'Orsay.